# Rjukan
Rjukan [rjúkan], mesto in upravno središče občine Tinn v administrativni regiji Telemark na Norveškem. 
Rjukan leži okoli 190 km zahodno od Osla v ozki dolini na bregovih reke Måna. Kraj je dobil ime po 104 m visokem slapu Rjukanfossen, ki leži zahodno od naselja. Gradnja mesta se je pričela leta 1905, ko je družba Norsk Hydro v bližini naselja začela graditi hidroelektrarno Vemork, ki je z električno energijo oskrbovala tovarno Norsk Hydro Rjukan. V tej tovarni so poleg umetnih gnojil na osnovi amoniaka leta 1934 kot prvi na svetu pričeli z industrijsko proizvodnjo težke vode. Po okupaciji Norveške so Nemci nadaljevali s proizvodnjo.  
Med drugo svetovno vojno je bila tu ena najodmevnejših diverzanrskih akcij v okupirani Evropi. Člani norveškega odporniškega gibanja so skupaj z angleško upravo za posebne operacije (SOE) dvakrat začasno ustavili proizvodnjo težke vode v Vemorku. V noči na 28. februar 1943 je devet pripadnikov SOE in norveškega odporniškega gibanja uničilo naprave v Vemorku. Ker so Nemci po petih mesecih usposobili proizvodnjo je 150 ameriških bombnikov 16. septembra 1943 bombardiralo tovarno. Bombe so porušile del hidroelektrarne, niso pa poškodovale naprav za pridobivanje težke vode, ki so bile sedem nadstropij pod zemljo. Konec januarja 1944 je SOE izvedela, da Nemci pripravljajo transport težke vode v Nemčijo. Diverzantska skupina Knuta Haukelida je 20. februarja 1944 na jezeru Tinnsjø potopila trajekt s celotno zalogo težke vode namenjen v rajh in s tem nemškim prizadevanjem, da izdelajo jedrsko bombo zadala smrtni udarec.